# Ernst Levy (Mediziner)

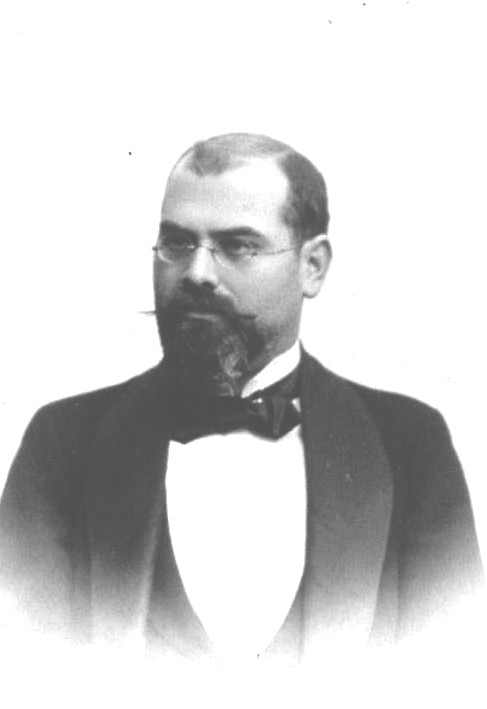
Ernst Levy, 1897

Ernst Levy (* 5. März 1864 in Lauterbourg im Elsass; † 1. Februar 1919 in Frankfurt am Main) war ein elsässischer Mediziner, Bakteriologe und Hygieniker. 

## Leben
Ernst Levy studierte an der Kaiser-Wilhelms-Universität in Straßburg, der Ruprecht-Karls-Universität Heidelberg und in Paris Medizin, wurde 1887 in Straßburg zum Dr. med. promoviert, bildete sich am Institut Pasteur bei Émile Duclaux weiter und wirkte anschließend als klinischer Assistent bei Bernhard Naunyn.
Ernst Levy habilitierte sich 1891 an der Universität Straßburg und wurde Privatdozent für Hygiene und Bakteriologie.
Nach der unter Josef Forster an der Universität Straßburg 1896 erfolgten Neugründung des Instituts für Hygiene und Bakteriologie wurde er Adjunkt, 1897 zum außerordentlichen Professor für Hygiene und Bakteriologie ernannt und übernahm darüber hinaus die Leitung der bakteriologischen Anstalt für die Typhus-Bekämpfung im Elsass. Ostern 1911 wurde ihm das neuerrichtete etatmäßige Extraordinat für soziale  Hygiene übertragen. Ernst Levy, der zudem als Beratender Hygieniker des in Straßburg stationierten XV. Armeekorps wirkte, ging an der Universität Straßburg 1916 aus gesundheitlichen Gründen in den Ruhestand.
Ernst Levy forschte auf dem Gebiet der praktischen Bakteriologie, der Hygiene der Infektionskrankheiten, der Morphologie und Biologie der Strahlenpilze sowie der Rotz- und Tuberkulosebazillen.
Ernst Levy wurde am 10. März 1903 unter der Präsidentschaft von Karl von Fritsch in der Fachsektion für wissenschaftliche Medizin unter der Matrikel-Nr. 3160 als Mitglied in die Kaiserliche Leopoldino-Carolinische Deutsche Akademie der Naturforscher aufgenommen.

## Schriften (Auswahl)
- Kritische Besprechung der verschiedenen Behandlungsmethoden der Placenta praevia auf Grund von 13 in der hiesigen geburtshülflichen Poliklinik beobachteten Fällen. Inaugural-Dissertation, Universität Strassburg, Heitz, Strassburg 1887.
- mit Felix Klemperer: Grundriss der klinischen Bakteriologie für Ärzte und Studirende. Hirschwald, Berlin 1894 (Digitalisat).
- mit Sidney Wolf: Bakteriologisches Notiz- und Nachschlagebuch. Bull, Strassburg 1897 (Digitalisat).
- mit Ludolf Krehl: Pathologische Physiologie. Ein Lehrbuch für Studierende und Ärzte. Siebente Auflage, Vogel, Leipzig 1912  (Digitalisat).